# Myriopteris gracilis
Myriopteris gracilis är en kantbräkenväxtart som beskrevs av Fée. Myriopteris gracilis ingår i släktet Myriopteris och familjen Pteridaceae. Inga underarter finns listade.